# Сава Петровић (сликар)
Сава Петровић (Јазвин, 1788 — Темишвар, 9. јун 1857) био је српски иконописац и портретист из Темишвара.

## Биографија
Сликар Сава Петровић је рођен 1788. године у селу Јазвину у Банату. Имао је синове Николу, Павела и Владимира. Био је признат портретист и иконописац.
Ученик је Арсе Теодоровића од којег је копирао неке мотиве. Као портретиста био је у основи класициста, који није увек сигуран у цртежу, и који је склон да своје формалне недостатке замени топлим и разнеженим колоритом. У зрелом добу је стално настањен у српском темишварском предграђу Фабрици.
Године 1812. Сава је радио у православној цркви у Кетфељу, заједно са (по)златаром Јованом Бондином. Када се оженио, стекао је 2. децембра 1915. године грађанско право у Темишвару. Живео је дуго година у Фабрици, српском преграђу Темишвара. Портретисао је 28. октобра 1815. године темишварског сенатора Ференца Мајера. Осликао је 1820. године иконостас православне цркве Рођење Богородице у Батањи. Марта 1819. године склопио је уговор са црквеном општином Мехалском да ослика иконостас у Николајевској цркви за 10.000 ф. Посао је кренуо исте године, трајао током 1819-1820. године. Осликао је иконостас православне цркве летњег Св. Николе у Мехали, предграђу Темишвара, заједно са Емануилом Антоновићем позлатаром Темишварцом. У манастиру Бездину се погодио 1822. године да наслика три зидне иконе о обоји сву дрвенарију, пећи и шалуктре манастирског храма. Помиње се 1822. године у Араду, заједно са Михаилом Јанићем билдхауером (дрворезбаром). Изгледа да је 1826. године са Савом радио позлатар Алексије Теодоровић. Заједно се јављају Петровић и Антоновић и 1828. године у Парцу где су чистили стари иконостас.
Радио је живописац и световне мотиве, више портрета православних црквенодостојника и отмених грађана. Насликао је тако портрет епископа Будимског Јустина Јовановића, пре 1834. године, у манастиру Бездину.

## Приватни живот
Његов син Павел Петровић био је такође сликар.

## Дела

### Иконостаси
- Кетфељ
- Мехала, предграђе Темишвара
- Батања
- Парац
- Мали Семиклуш

### Портрети
- Портрет трговца Спирте, у Народном музеју Панчево
- Портрет епископа Јустина Јовановића